# Cordisepalum thorelii
Cordisepalum es un género monotípico de plantas con flores perteneciente a la familia de las convolvuláceas. Incluye una sola especie: Cordisepalum thorelii (Gagnep.) Verdc.. Es originaria del este de Asia donde se distribuye por Tailandia, Laos, Vietnam y probablemente también en Camboya.

## Descripción
Es una liana con 4-6 (-8) m de longitud; los tallos más viejos 5-8 mm de diámetro, lisos o ligeramente estriados, de color marrón oscuro negro, los tallos menores de 1-2 mm diam., herbácea, cilíndricos, bronceado a marrón, aterciopelados. Indumento pelos dos brazos: brazos ondulado, ± adpresos en las piezas axiales, brazos erecto o ascendente en las piezas laminares. Las hojas pecíoladas de 17-43 por <1-2 mm, ± aterciopelada, hoja ampliamente ovadas a atenuada-ovadas, 8-11.5 por 4.3-7.6 cm, base de subcordadas, ápice acuminado, adaxialmente más oscuro, ± aterciopelado, envés grisáceo, leonado o rojizo, densamente lanoso; venación con 2 pares basales y 1 o 2 pares distales de las venas secundarias. Inflorescencia laxa, un racimo simple o compuesto de 25-50 cm de largo, brácteas pecioladas inferiores, con pecíolos (2 -) 5-13 (-21) mm de largo, hojas anchamente ovadas, 21-31 por 13-24 mm;. Brácteas superiores sésiles , ovada, 12-19 por 6-9 mm; pedicelos filiformes, 3-5 mm, aumentando a 8-10 (-13) mm en el fruto; bracteolas 3, <1 mm de largo. Fruto como utrículo; con semilla ampliamente elipsoide, 4 por 3,5 mm, color marrón rojizo oscuro; hilio basal, de 1 mm diam.

## Taxonomía
Cordisepalum thorelii fue descrita por (Gagnep.) Verdc.   y publicado en Kew Bulletin 26: 138. 1971.
Sinonimia
- Cardiochlamys thorelii Gagnep.[4]